# Тім Валльбургер
Тім Валльбургер (нім. Tim Wallburger, 18 серпня 1989) — німецький плавець.
Учасник Олімпійських Ігор 2012 року.
Чемпіон Європи з водних видів спорту 2012 року, призер 2010 року.
Призер Чемпіонату Європи з плавання на короткій воді 2010 року.